# Tarashcha
Tarashcha (em ucraniano:  Тараща) é uma cidade da Ucrânia, situada no Oblast de Kiev. Tem 36,96 km² de área e sua população em 2020 foi estimada em 10.017 habitantes.